# Ayodeji Brown
Ayodeji Brown (ur. 12 września 1988 w Makurdi) – nigeryjski piłkarz występujący na pozycji obrońcy.

## Kariera piłkarska

### Kariera klubowa
Rozpoczął karierę piłkarską w JC Raiders. Potem występował w klubach Enugu Rangers, NPA FC i Gateway United FC. Latem 2010 wyjechał do Europy, gdzie podpisał roczny kontrakt z ukraińską Tawriją Symferopol. Ale przez opóźnione dokumenty klub nie zdążył w terminie zarejestrować piłkarza i dopiero 20 marca 2011 Brown debiutował w barwach Tawrii w meczu z Metałurhem Zaporoże (2:2). Nie potrafił przebić się do podstawowej jedenastki i w czerwcu 2011 za obopólną zgodą kontrakt został anulowany.

### Kariera reprezentacyjna
Ma za sobą występy w juniorskiej reprezentacji oraz reprezentacji Nigerii do lat 21.